# Moses Sonko
Pour les articles homonymes, voir Sonko.
Moses Sonko, né le 7 octobre 1983 à Kamakwie, en Sierra Leone, est un joueur gambien de basket-ball. Il évolue au poste d'ailier fort.

## Palmarès

### En club
- Médaille de bronze à la Coupe d’Afrique des clubs champions[1].

### Distinction personnelle
- Meilleur marqueur du championnat de France de Pro B 2010-2011